# Hoplia korbi
Hoplia korbi är en skalbaggsart som beskrevs av Rudolph Petrovitz 1958. Hoplia korbi ingår i släktet Hoplia och familjen Melolonthidae. Inga underarter finns listade i Catalogue of Life.